# Crystallotesta fusca
Crystallotesta fusca är en insektsart som först beskrevs av William Miles Maskell 1884.  Crystallotesta fusca ingår i släktet Crystallotesta och familjen skålsköldlöss. Inga underarter finns listade i Catalogue of Life.